# Ol49
Ol49 – oznaczenie parowozu osobowego budowanego w latach 1951–1954 w Fabryce Lokomotyw im. F. Dzierżyńskiego w Chrzanowie. Wyprodukowano 112 sztuk dla PKP i 4 sztuki na eksport do Korei Północnej.
Lokomotywy parowe tej serii przeznaczone były do obsługi pociągów osobowych i lekkich pociągów pospiesznych. Miały zastąpić przedwojenne parowozy Ok1 i Ok22. Jest to najmłodszy wyprodukowany w Polsce parowóz pasażerski – pierwszy wyjechał z fabryki w grudniu 1951.
Są wyposażone w duży zapas wody (25 tys. litrów) i węgla (12 ton). Prędkość maksymalna „oelki” to 100 km/h. Kilka sztuk z parowozowni Olsztyn i Toruń przerobiono z opalania węglem na opalanie mazutem.
Do dziś zachowało się 38 sztuk parowozów Ol49, większość z nich to tylko „zimne” eksponaty lub pomniki techniki. Jeszcze w latach 90. XX w. stacjonowały m.in. w Żaganiu, Przeworsku, Sierpcu i Jarocinie.
Od dawna słynie z nich Parowozownia Wolsztyn. Utrzymuje się tutaj czynne parowozy Ol49-59 i Ol49-69 ex. Ol49-99, oba z wydłużonymi okresami międzynaprawczymi. Naprawa rewizyjna parowozu Ol49-59 trwała od końca 2017 do maja 2018. Od 15 grudnia 2013 do 31 marca 2014 obieg parowozowy kursował pomiędzy Lesznem a Wolsztynem w planie pociągów osobowych Kolei Wielkopolskich. 15 maja 2017 został wznowiony ruch lokomotyw parowych na linii ze Zbąszynka do Leszna i z Wolsztyna do Poznania. Po naprawie czynny jest Ol49-69.
W Chabówce sprawny do maja 2007 był parowóz Ol49-100. Parowóz został odstawiony z powodu przekroczonego terminu rewizji kotła.
Z Belgii do Polski wrócił parowóz Ol49-12, który przechodzi rewizję kotła.

## Cechy trakcyjne
Masa napędna Ol49 była zdecydowanie większa niż TKt48, „oelki” nie dysponowały więc tak dobrym przyśpieszeniem jak „tekatka”. Natomiast przy prędkości ustalonej, po rozpędzeniu, mogły prowadzić składy o masie do 300 ton ze swoją maksymalną prędkością konstrukcyjną. Bieg ich był spokojny, na dobrym torze do prędkości maksymalnej 100 km/h. Wydajność kotła była dobrze dobrana dla mocy maszyny parowej, nie obserwowało się zjawiska wyczerpania kotła. Niektóre „oelki” miały suwaki Trofimowa z rozsuwnymi tarczami, co wymagało innego sterowania podczas jazdy niż przy rozrządzie klasycznym (suwakach klasycznych). Prowadzenie ciężkich składów lub trudny profil linii wymagały zwiększenia napełniania cylindrów, z czym wiązało się zwiększone zapotrzebowanie na parę, co zwiększało wysiłek fizyczny załogi parowozu z uwagi na ręczne zarzucanie węgla na ruszt. Podczas jazdy tendrem naprzód prędkość konstrukcyjna była ograniczona do 50 km/h.

## Właściwości trakcyjne
Maksymalna siła wynosi 12 500 kG. Opalany lepszym gatunkiem węgla Ol49 mógł ciągnąć na torze poziomym składy osobowe (wag. 4-osiowe) o masie 400 ton z prędkością 100 km/h, lub 905 ton – 80 km/h. Na wzniesieniach 14‰ skład 155-tonowy osiągał 70 km/h. W porównaniu do lokomotyw spalinowych (np. SP42) miała lepsze osiągi i właściwości trakcyjne.

## Dane techniczne
- tender: 25D49
- masa parowozu:
  - próżnego: 75,1 Mg
  - w stanie roboczym: 83,25 Mg
  - w stanie próżnym z tendrem: 125,4 Mg
  - w stanie roboczym z tendrem: 145,25 Mg
  - napędna: 51,3 Mg
- nacisk osi w stanie roboczym:
  - napędnej: 17,1 Mg
  - wiązanej 1.: 17 Mg
  - wiązanej 3.: 17,2 Mg
  - tocznej przedniej: 14,9 Mg
  - tocznej tylnej: 16,7 Mg
- odstęp między osiami skrajnymi: 10 250 mm
- ruszt:
  - długość: 2420 mm
  - szerokość: 1582 mm
- palenisko:
  - długość: 2420 mm
  - szerokość: 1532 mm
  - wysokość: 1565,4 mm
  - powierzchnia: 3,7 m²
- płomieniówki:
  - liczba: 102 szt.
  - średnica wewnętrzna: 46 mm
  - średnica zewnętrzna: 51 mm
  - długość między ścianami sitowymi: 4 815 mm
- powierzchnia ogrzewalna: 70,9 m²
- płomienice:
  - liczba: 38
  - średnica wewnętrzna: 125 mm
  - średnica zewnętrzna: 133 mm
  - długość między ścianami sitowymi: 4 815 mm
- całkowita powierzchnia ogrzewalna bez przegrzewacza 159,4 m²
- przegrzewacz Schmidta
  - rozrząd Heusingera

## Zachowane egzemplarze
| Numer    | Rok produkcji | Producent | Miejscowość      | Stan Parowozu    |
| Ol49-1   | 1951          | Fablok    | Jarocin          | Pomnik           |
| Ol49-3   | 1951          | Fablok    | Toruń            | Pomnik           |
| Ol49-4   | 1951          | Fablok    | Skierniewice     | Eksponat         |
| Ol49-7   | 1951          | Fablok    | Leszno           | Wrak             |
| Ol49-8   | 1951          | Fablok    | Przeworsk        | Pomnik           |
| Ol49-9   | 1951          | Fablok    | Dzierżoniów      | Eksponat         |
| Ol49-11  | 1952          | Fablok    | Ełk              | Eksponat         |
| Ol49-12  | 1952          | Fablok    | Inowrocław       | W naprawie       |
| Ol49-15  | 1952          | Fablok    | Pyskowice        | Eksponat         |
| Ol49-20  | 1952          | Fablok    | Częstochowa      | Pomnik           |
| Ol49-21  | 1952          | Fablok    | Warszawa         | Eksponat         |
| Ol49-23  | 1952          | Fablok    | Leszno           | Wrak             |
| Ol49-29  | 1952          | Fablok    | Stare Juchy      | Pomnik           |
| Ol49-34  | 1952          | Fablok    | Chełm            | Pomnik           |
| Ol49-38  | 1952          | Fablok    | Korsze           | Pomnik           |
| Ol49-44  | 1952          | Fablok    | Chabówka         | Eksponat         |
| Ol49-50  | 1953          | Fablok    | Toruń            | Pomnik           |
| Ol49-59  | 1953          | Fablok    | Wągrowiec        | W naprawie       |
| Ol49-60  | 1953          | Fablok    | Leszno           | Wrak             |
| Ol49-61  | 1953          | Fablok    | Dzierżoniów      | Eksponat         |
| Ol49-64  | 1953          | Fablok    | Jaworzyna Śląska | Eksponat         |
| Ol49-69  | 1953          | Fablok    | Leszno           | Wrak             |
| Ol49-71  | 1953          | Fablok    | Kościerzyna      | Eksponat         |
| Ol49-72  | 1953          | Fablok    | Tarnów           | Pomnik           |
| Ol49-79  | 1953          | Fablok    | Karsznice        | Eksponat         |
| Ol49-80  | 1953          | Fablok    | Ełk              | Wrak             |
| Ol49-81  | 1953          | Fablok    | Leszno           | Wrak             |
| Ol49-82  | 1953          | Fablok    | Krzyż            | Pomnik           |
| Ol49-85  | 1953          | Fablok    | Wolsztyn         | Wrak             |
| Ol49-90  | 1954          | Fablok    | Pyskowice        | Eksponat         |
| Ol49-93  | 1954          | Fablok    | Jaworzyna Śląska | Eksponat         |
| Ol49-99  | 1954          | Fablok    | Wolsztyn         | W naprawie       |
| Ol49-100 | 1954          | Fablok    | Chabówka         | Oczekuje naprawy |
| Ol49-102 | 1954          | Fablok    | Dzierżoniów      | Eksponat         |
| Ol49-111 | 1954          | Fablok    | Leszno           | Wrak             |

Uwagi:
- Ol49-99 posiada oznaczenie Ol49-69 nadane podczas naprawy głównej w 2001 roku.
- Ol49-111 został rozłożony na części w 2007 roku w celach naprawy, która się nie odbyła.
- Ol49-38 została błędnie oznaczona jako Ol49-27.
- Ol49-80 nie posiada tendra, ponieważ został złomowany.

| Numer   | Rok produkcji | Producent | Kraj stacjonowania | Miejscowość | Stan parowozu |
| ------- | ------------- | --------- | ------------------ | ----------- | ------------- |
| Ol49-77 | 1953          | Fablok    | Dania              | Langa       | Pomnik        |

## Galeria

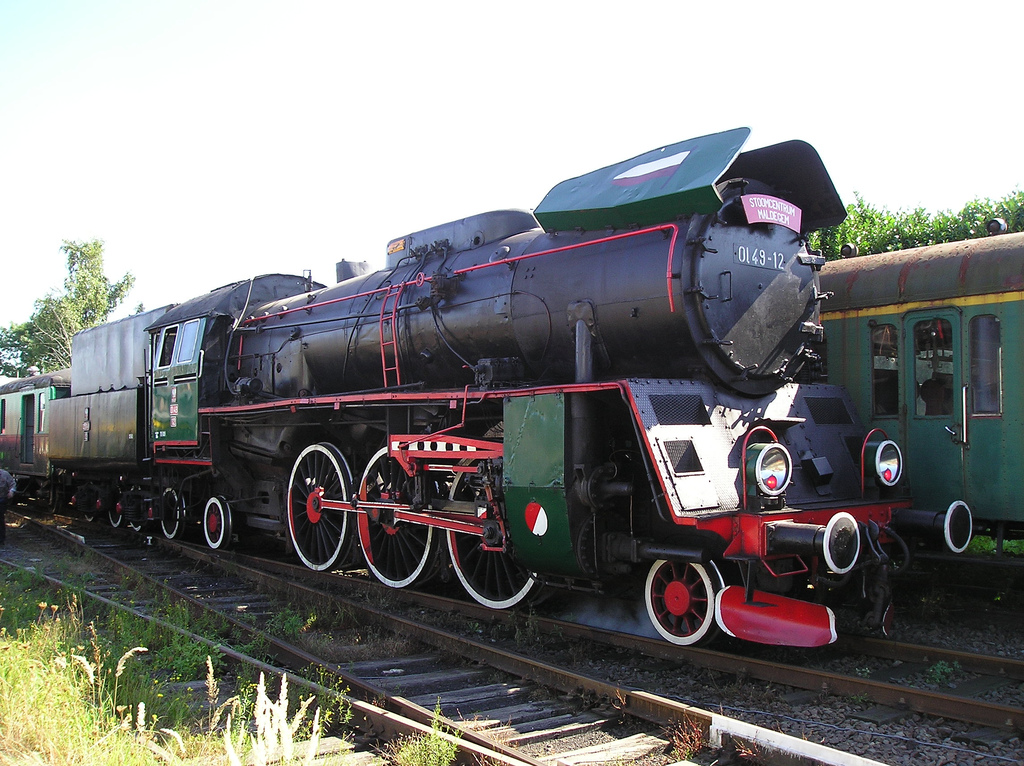
Ol49-12
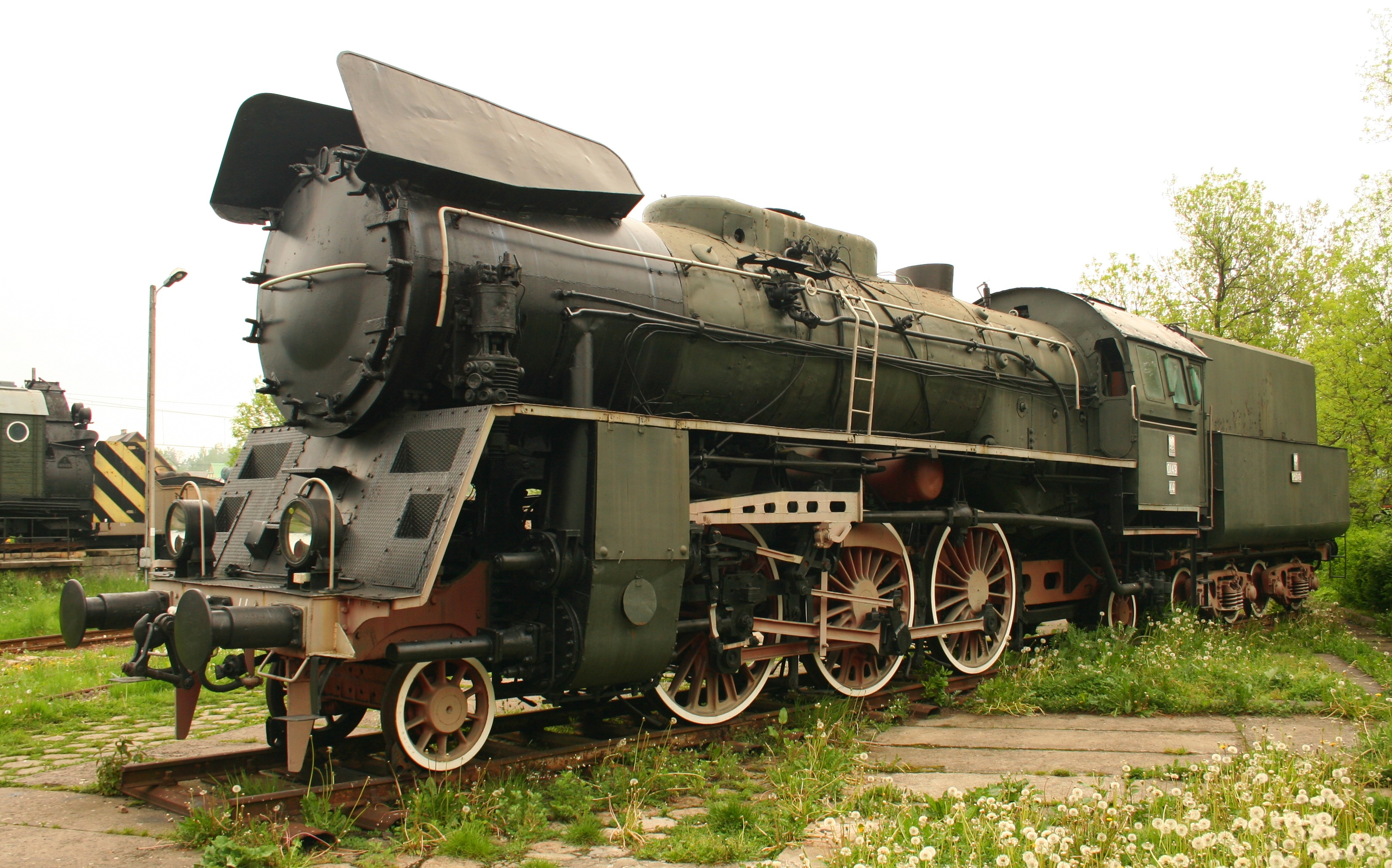
Ol49-44 w Chabówce
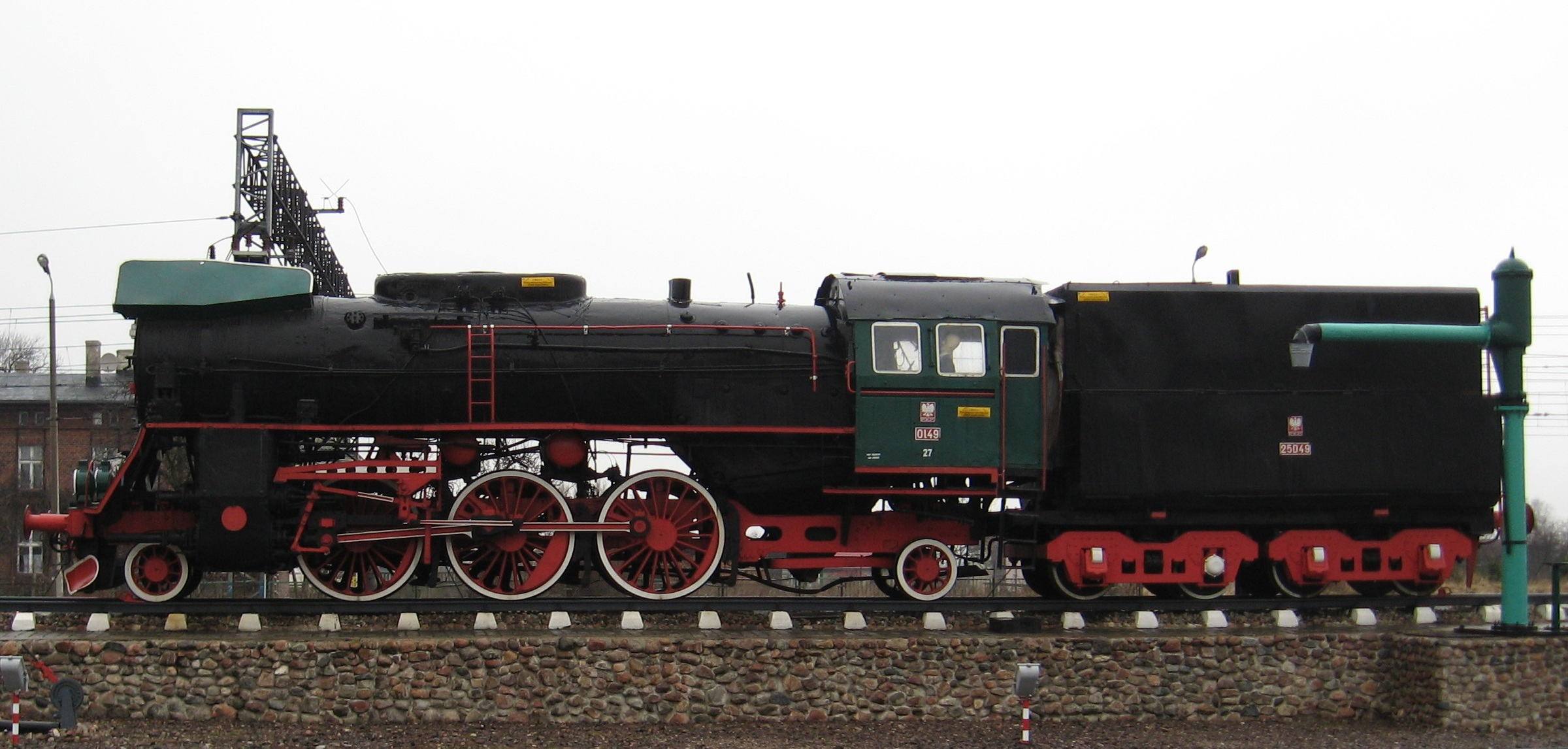
Ol49-38 w Korszach
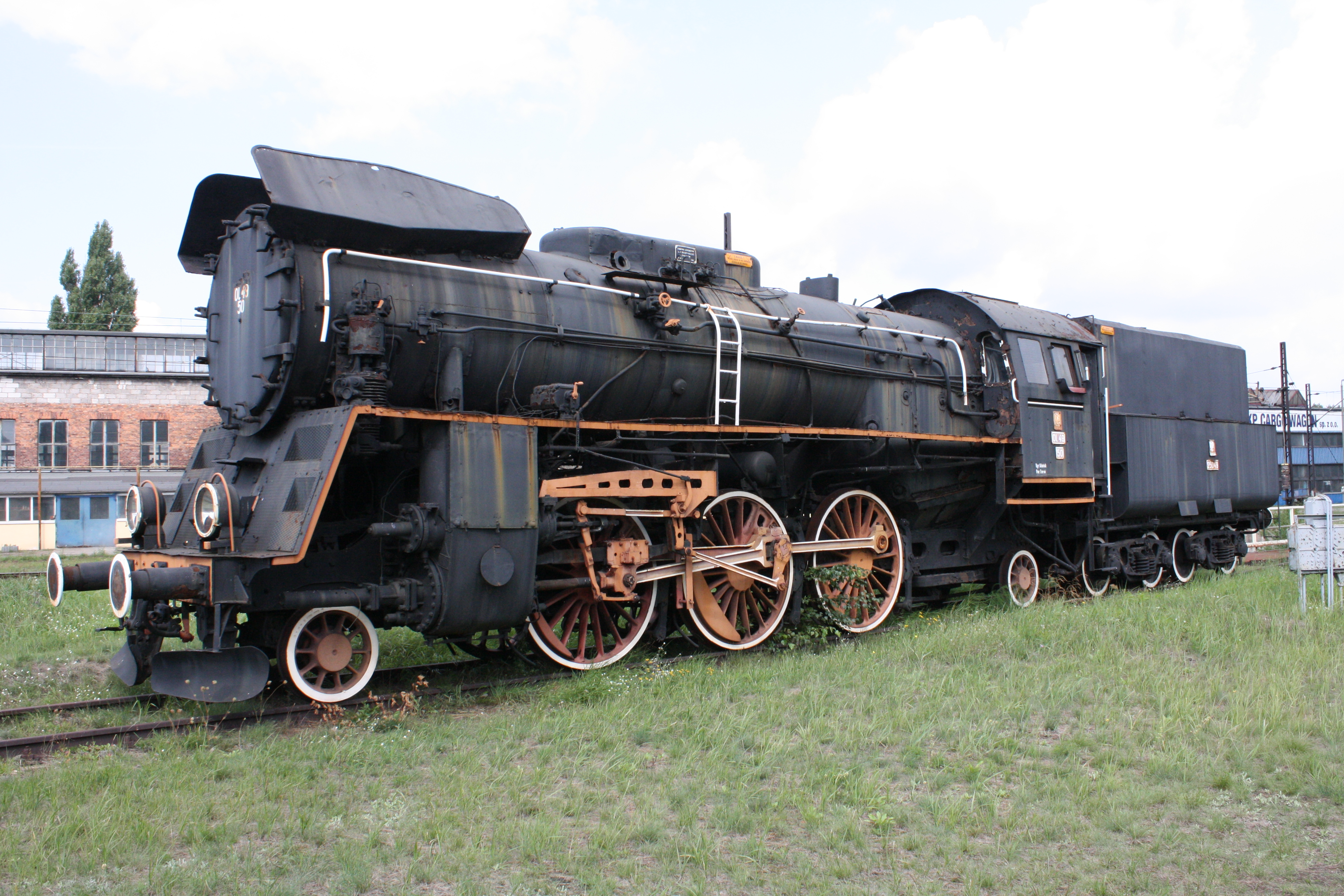
Ol49-50 w Toruniu
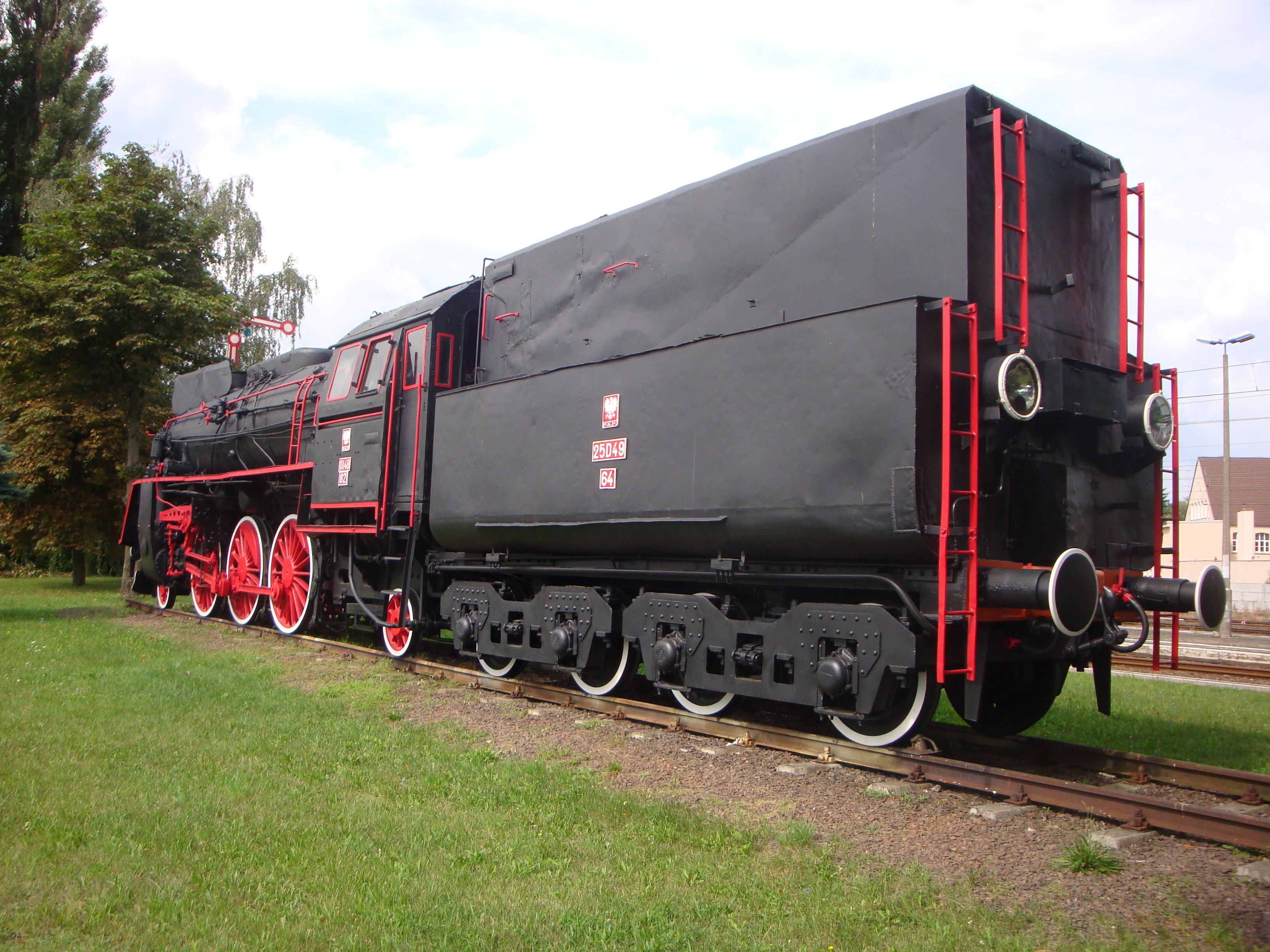
tender parowozu Ol49-82
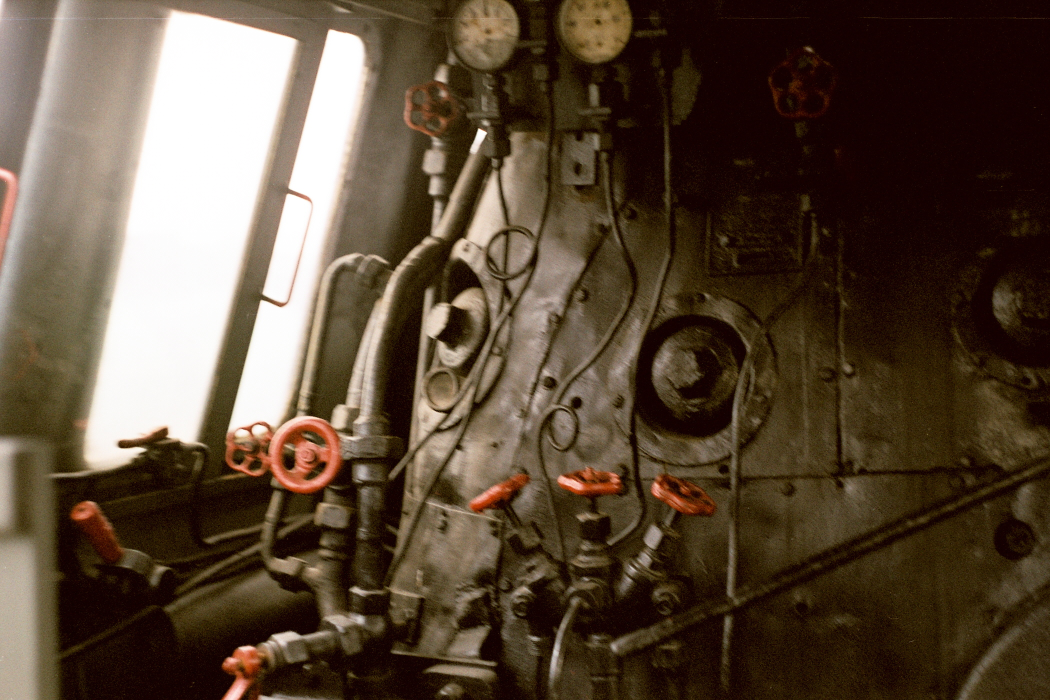
Kabina parowozu Ol49
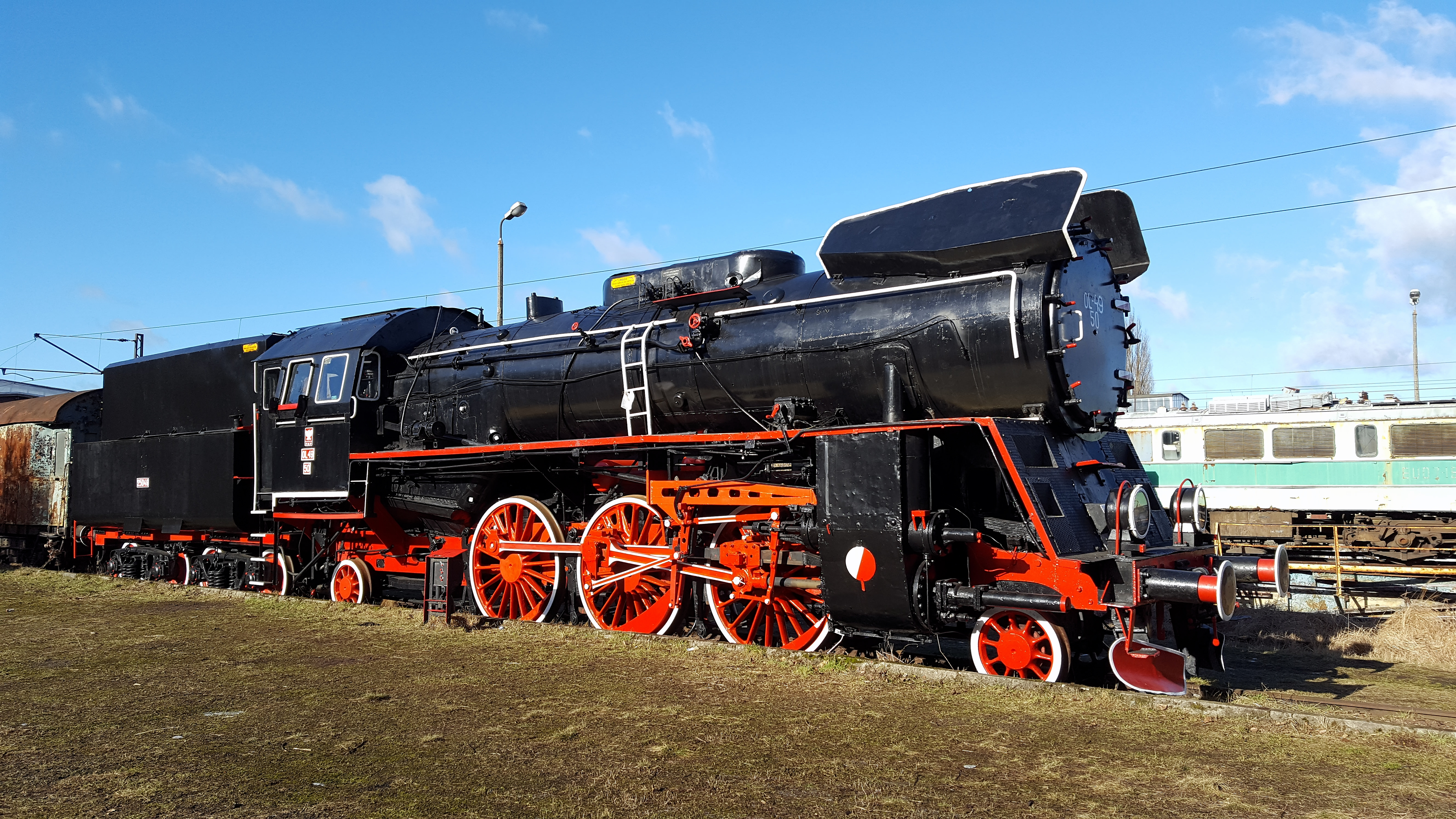
Ol49-50 po remoncie na terenie parowozowni Toruń Kluczyki
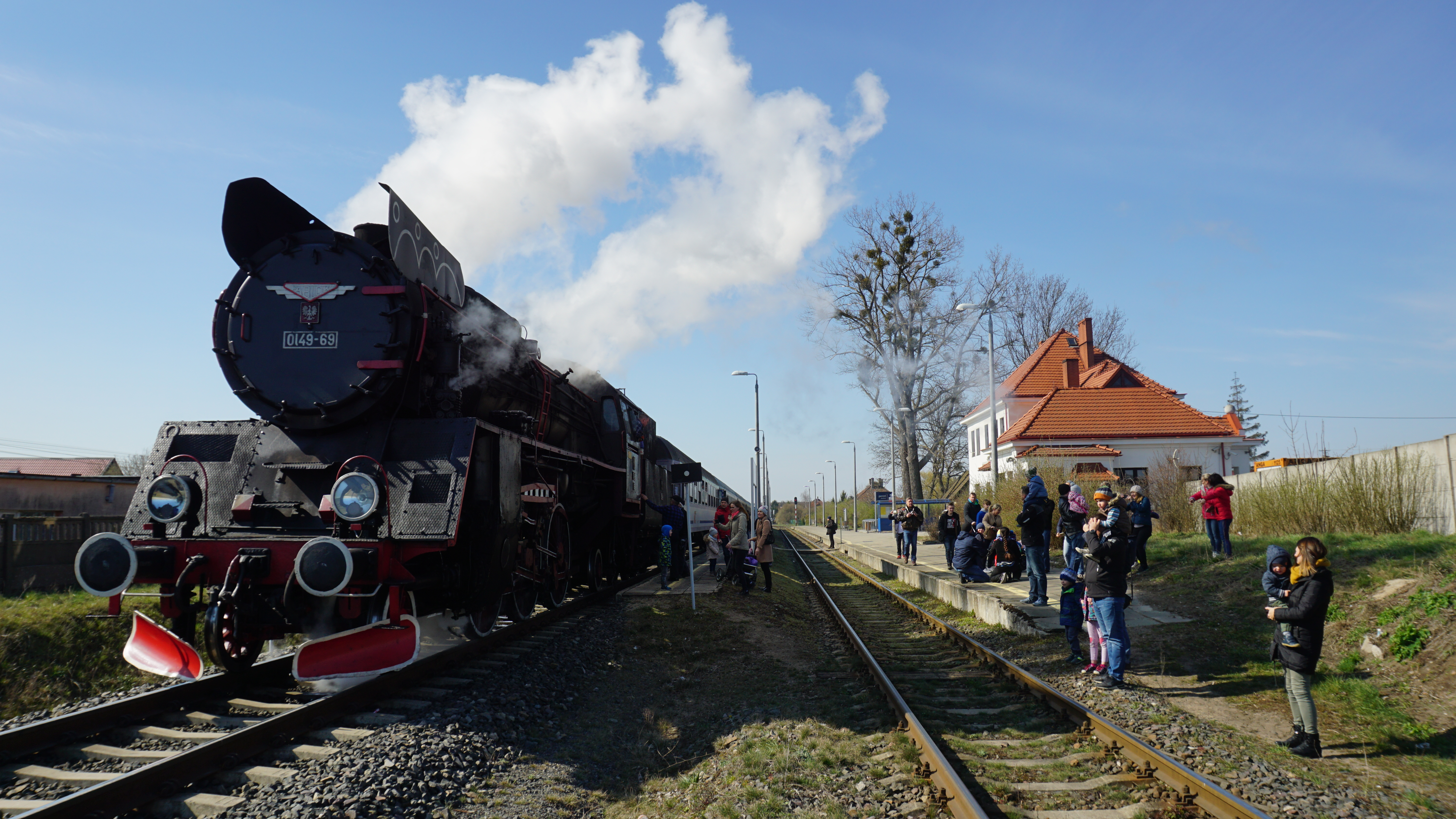
Ol49-69 na stacji Żukowo Wschodnie, 2019
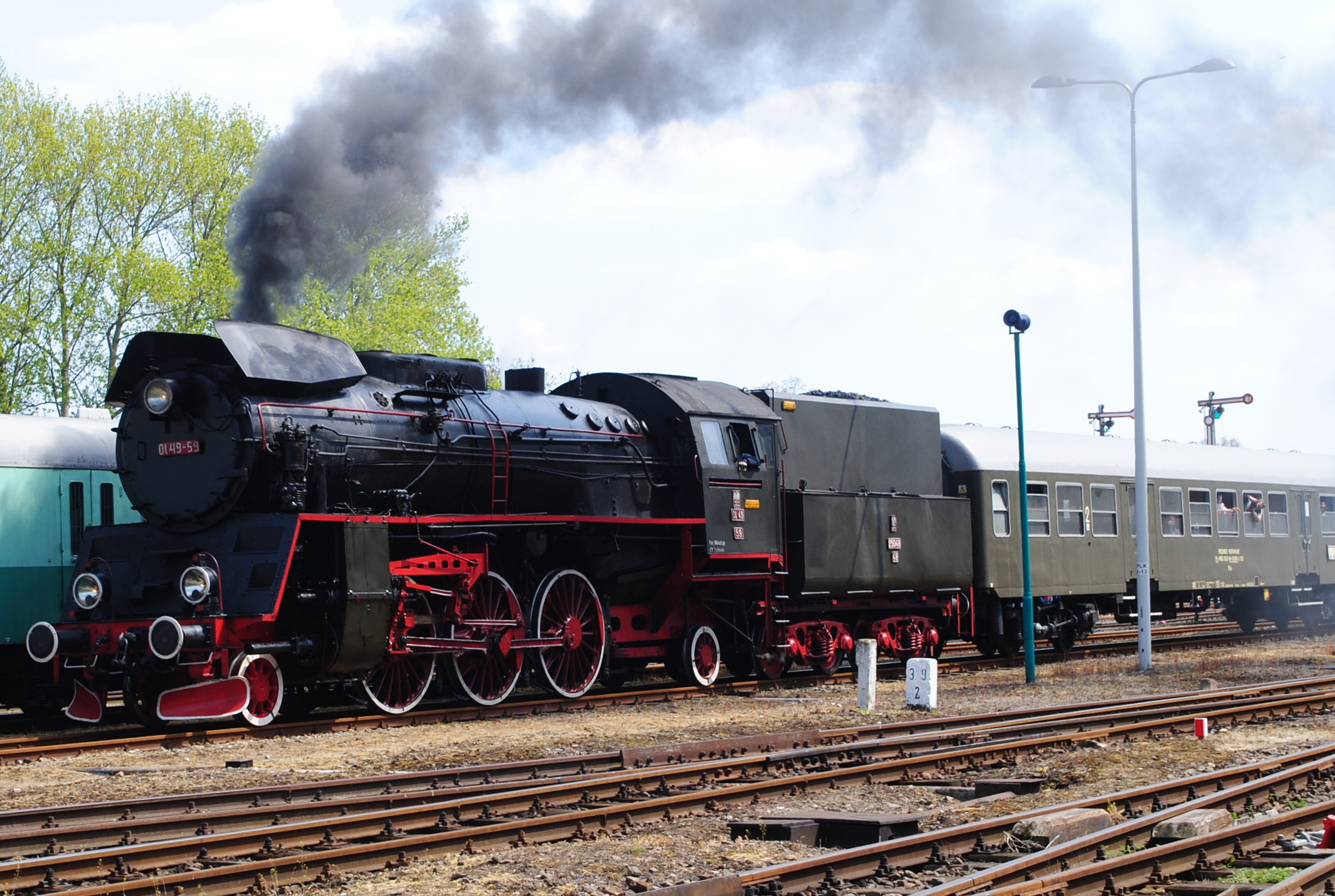
Ol49-59 podczas Parady Parowozów w Wolsztynie